# カストリーズ地区
カストリーズ地区（英語: Castries District）は、セントルシアの地区のひとつ。首府はカストリーズ。

## 隣接行政区画
- グロス・イスレット地区
- デナリー地区
- ミクッド地区
- スフレ地区
- アンス・ラ・レイ地区